# 折算劳动价值理论
折算劳动价值理论属于理性建构范畴，广义上也属于劳动价值理论中的一种。它的主要内容是：在商品经济中，决定商品交换有许多因素，劳动这个因素属于供给方面的因素之一。由于劳动所有权的存在，劳动者要求参与收入分配，这种分配是决定商品之间的交换比例的因素之一。用经济学的语言来讲，折算劳动价值理论，就是从劳动的角度，认识商品经济中，商品之间的交换比例由哪些因素决定。